# Makareao
Makareao (officiellement écrit Mākareao) est une localité rurale, peu peuplée, de la région d’Otago située dans l’île du Sud de la Nouvelle-Zélande

## Situation
Vers l’ouest se trouve la ville de Dunback et vers le sud Inch Valley et la plus proche ville de taille significative au point de vue population est celle de Palmerston.

## Économie
Comme pour les zones qui l’entoure, l’agriculture est une importante activité économique pour la ville de Makaréao.
Des dépôts de chaux sont aussi localisé à proximité de la ville de Makareao et permettent le fonctionnement d’installations de four à chaux .
En 1990, la société «Taylor's Lime » ouvrit avec une nouvelle usine au niveau de Makareao remplaçant l’ancienne,qui fonctionnait au niveau de la ville de Weston .

## Transport
Aucune route majeure ne passe à travers la ville de Makareao.
La route S H 85 (en) passe à travers la ville de Dunback de l’autre côte du fleuve Shag par rapport à la ville de Makareao.
À partir de 1900 et jusqu’en 1989, Makareao fut par contre le terminus d’une courte ligne de chemin de fer.
Le 29 août 1885, une branche a été ouverte en direction de la ville de Dunback à partir de la jonction avec la ligne principale du sud (en) au niveau de Palmerston, mais pour fournir un meilleur accès au dépôt de chaux, une sous-branche fut construite à partir de la ville d’Inch Valley vers Makareao.
Ensemble, les 2 lignes étaient connues sous le nom de branche de Dunback et Makareao (en) et la portion de Makareao servait seulement pour l’usine de chaux.
Elle n’a jamais transporté de passagers ni de fret.
Elle avait juste moins de 4 km de long et ouvrit le 31 mars 1900.
Le terminus de Makareao était une modeste affaire, avec juste un module de chargement pour la chaux et une boucle pour tirer 26 wagons.
Le 1er janvier 1968, la portion de Dunback de la branche ferma et les 11 km de la section située entre la ville de Palmerston et celle de Inch Valley fonctionnèrent seulement pour transporter la chaux de Makareao.
La  disparition de la ligne fut soudaine.
Les trains circulaient 3 fois par semaine pour transporter la chaux vers la cimenterie située à Dunedin et quand l’usine ferma en 1988, la raison d’être de l’extraction de la chaux disparu.
La carrière fut donc fermée formellement le 1er juin 1989, mais les rails restèrent en place au niveau du terminus de Makareao et la ligne non utilisée (et en particulier le ballast  au niveau du terminus) peut toujours être visible entre Makareao et Inch Valley.